# Fehér nap
A fehér nap (White Day) népszerű nem hivatalos ünnep kelet-ázsiai országokban, március 14-én tartják, amikor a férfiak viszonozzák a nőknek a Valentin-napon kapott ajándékot, valamilyen fehér édesség vagy fehér színű ajándék formájában.

## Leírása
Japánban, Valentin-napon megfigyelhető általában, hogy a lányok és a nők különféle, akár boltban vásárolt vagy kézzel készített ajándékot adnak a fiúknak és a férfiaknak, a szeretet, udvariasság vagy a társadalmi kötelezettség jelképeként.
A kézzel készített csokoládékat általában előnyben részesítik a címzettek, mert a felfogás szerint ez az őszinteség, erőfeszítés és az érzelem kifejezése. A fehér napon az ellenkezője történik: a férfiak, akik kaptak honmei-csoco-t (本命チョコ?, ’ 'csokoládé szerelem'’) vagy giri-csoco-t (義理チョコ?, 'udvariassági csokoládé') Valentin-napon, viszonozzák az ajándékot.
Hagyományosan népszerű fehér napi ajándékok a sütemények, ékszerek, fehér csokoládé, fehér fehérnemű és a mályvacukor. Néha a szó szoros értelmében, sanbai gaesi(三倍返し?, 'háromszoros viszonzás') használják, miszerint a Valentin-napon kapott ajándékokat viszonozni 2-3 alkalommal érdemes.

## Eredete
A fehér napot 1978-ban ünnepelték először Japánban. „Válasznapként” indult, miszerint a Valentin-napon kapott édességeket és egyéb ajándékokat viszonozzák a férfiak azoknak a nőknek, akik gondoltak rájuk. 1977-ben, a fukuokai édességgyártó cég, az Isimuramanseido, forgalomba hozta a mályvacukrot a férfiaknak március 14-ére, amit Mályvacukor napnak(マシュマロデー Mashumaro De?) neveznek.
Nem sokkal ezután édességipari vállalatok kezdték gyártani a fehér csokoládét. A férfiak adnak fehér és sötét csokoládét is, valamint egyéb ajándékokat, mint például ékszereket, szentimentális értékű tárgyakat, fehér ruhát, fehérneműt azoknak a nőknek, akiktől egy hónappal ezelőtt csokoládét kaptak Valentin-napon. Végül ez a szokás elterjedt a szomszédos kelet-ázsiai országokban, Dél-Koreában, Kínában és Tajvanon is. Ezekben a kultúrákban a fehér napot azonos módon ünneplik.

## Dél-Koreában
Ellentétben Japánnal a férfiak általában nyalókát vagy más kemény cukorkát vásárolnak az ünnepre. A csokoládét is vásárolják, de a többség inkább a kemény cukorkát részesíti előnyben.

## Fordítás
Ez a szócikk részben vagy egészben  a   White Day című angol Wikipédia-szócikk fordításán alapul.  Az eredeti cikk szerkesztőit annak laptörténete sorolja fel. Ez a jelzés csupán a megfogalmazás eredetét és a szerzői jogokat jelzi, nem szolgál a cikkben szereplő információk forrásmegjelöléseként.